# Settetto di Copeland
Il Settetto di Copeland (HCG57) è un gruppo visuale di sette galassie situato nella costellazione del Leone. Dista circa 480 milioni di anni luce dal sistema solare. Fu scoperto il 9 febbraio 1874 da Ralph Copeland, un assistente di Lord Rosse.

## Caratteristiche
Situato all'incirca in corrispondenza della "coda" del Leone, a circa 8° a NW di Denebola, contiene sette membri principali di magnitudine compresa tra 13,6 e 15,2. La notevole compattezza (si estende per appena 3-5 minuti d'arco) e flebilità dei membri che lo compongono lo rendono un gruppo di galassie piuttosto difficile da osservare, tant'è che è necessario almeno un telescopio da 35-40 cm per vedere tutti i componenti.
Entro un raggio di appena 3' dalla galassia principale, NGC 3753, si trovano NGC 3748, 3745, 3746, 3750, 3754 e 3751. Una ottava componente, nettamente più debole, PGC1661710 è a 2,9' a NE rispetto alla componente principale. 
La galassia a spirale barrata NGC 3746 (HCG 57b) ha ospitato al suo interno due supernovae: SN 2005ba e SN 2002ar, quest'ultima una supernova di tipo Ia che ha raggiunto una magnitudine di picco di 16,5.

## Prospetto del gruppo
Segue un piccolo prospetto con le principali caratteristiche dei membri di questo gruppo galattico.
| Nome NGC | Nome HCG | Coordinate                          | Dimensioni apparenti | Magnitudine |
| -------- | -------- | ----------------------------------- | -------------------- | ----------- |
| NGC 3753 | 57a      | A.R. 11h 37m 53,8s Dec +21° 58′ 51″ | 1,7 x 0,5'           | 13,6        |
| NGC 3746 | 57b      | A.R. 11h 37m 43,6s Dec +22° 00′ 34″ | 1,1 x 0,5'           | 14,2        |
| NGC 3750 | 57c      | A.R. 11h 37m 51,8s Dec +21° 58′ 26″ | 0,8 x 0,7'           | 13,9        |
| NGC 3754 | 57d      | A.R. 11h 37m 55,1s Dec +21° 59′ 09″ | 0,4 x 0,3'           | 14,3        |
| NGC 3748 | 57e      | A.R. 11h 37m 49,2s Dec +22° 01′ 33″ | 0,7 x 0,4'           | 14,8        |
| NGC 3751 | 57f      | A.R. 11h 37m 54,1s Dec +21° 56′ 10″ | 0,8 x 0,5'           | 13,9        |
| NGC 3745 | 57g      | A.R. 11h 37m 44,6s Dec +22° 01′ 15″ | 0,4 x 0,2'           | 15,2        |

### Libri
- (EN) Robert Burnham, Jr., Burnham's Celestial Handbook:  Volume Two, New York, Dover Publications, Inc., 1978.
- (EN) Chaisson, McMillan, Astronomy Today, 6ª ed., Englewood Cliffs, Prentice-Hall, Inc., 1993, ISBN 0-13-240085-5.
- (EN) Thomas T. Arny, Explorations: An Introduction to Astronomy, 2ª ed., Boston, McGraw-Hill, 2000, ISBN 0-8151-0292-5.
- AA.VV, L'Universo - Grande enciclopedia dell'astronomia, Novara, De Agostini, 1996.
- J. Gribbin, Enciclopedia di astronomia e cosmologia, Milano, Garzanti, 2005, ISBN 88-11-50517-8.
- W. Owen, et al, Atlante illustrato dell'Universo, Milano, Il Viaggiatore, 2006, ISBN 88-365-3679-4.
- J. Lindstrom, Stelle, galassie e misteri cosmici, Trieste, Editoriale Scienza, 2006, ISBN 88-7307-326-3.

### Carte celesti
- Tirion, The Cambridge Star Atlas 2000.0, 3ª ed., Cambridge, USA, Cambridge University Press, 2001, ISBN 0-521-80084-6.